# 萬乗醸造
株式会社萬乗醸造（ばんじょうじょうぞう）は愛知県名古屋市緑区にある酒造メーカーである。

## 概要
代々の当主が「九平治」を名乗る久野家の9代目から日本酒を醸しはじめた。
現在は15代目である久野九平治とその友人である杜氏の佐藤彰洋が中心となって酒を造っている。
主要銘柄である「醸し人九平次」は国内外でも人気が高く、山田錦で造られる純米大吟醸である別誂はパリにあるミシュラン認定の3つ星レストランでも提供されるほどである。
萬乗醸造主屋・旧精米作業場・瓶詰作業場・元蔵・中蔵・新蔵・白米倉庫・離れ・土蔵・内井戸・旧仕込蔵及び樽修理場・外井戸は、登録有形文化財となっている。

## 歴史
- 1789年（寛政元年） - 創業。
- 1960年（昭和35年） - 会社設立。
- 1997年（平成5年）- 醸し人九平次シリーズ出荷。
- 2006年（平成18年）以後 - 「醸し人九平次」の販売をはじめた15代目久野九平治が、フランス・パリのレストランなどに「醸し人九平次」を持ってセールスに回っている。ミシュランで3つ星を獲得したレストランギィ・サボア（フランス語版）などで採用された[1]。
- 2010年（平成22年） - 兵庫県西脇市黒田庄町で山田錦の栽培を始める。
- 2016年（平成28年） - フランスのブルゴーニュ、モレ・サン・ドニでドメーヌ・クヘイジとしてワインづくりを始める。

## 代表銘柄
醸し人九平次
- 山田錦 EAU DU DÉSIR
- 雄町 SAUVAGE
- 別誂（べつあつらえ）
- 彼の地（かのち）
- human（ヒューマン）

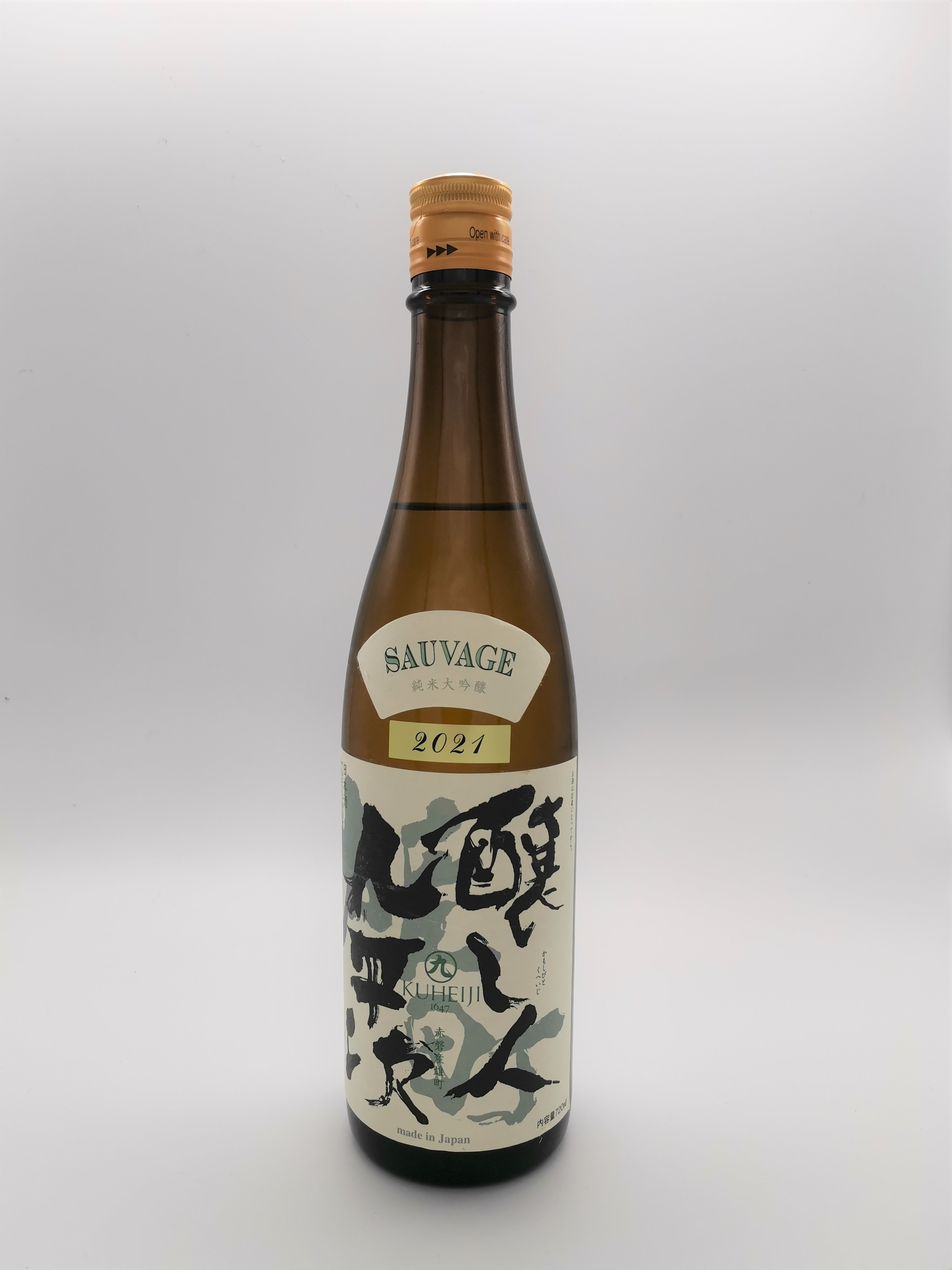
醸し人九平次 SAUVAGE 雄町 2021年

- Le K rendez-vous（ランデブー）
- Le K voyage（ボヤージ）
- 彼の岸(ひのきし)
- 黒田庄に生まれて、
- 協田（きょうでん）
- CAMARGUEに生まれて、（カマルグにうまれて、）
- うすにごり

久野九平次本店
- 黒田庄門柳
- 黒田庄田高
- 黒田庄福地